# Brasserie Artisanale Millevertus
Brasserie Artisanale Millevertus is een Belgische brouwerij te Breuvanne (Tintigny) in de provincie Luxemburg.

## Geschiedenis
De firma werd in juni 2004 opgericht door Jocelyne Duchesne en Daniel Lessire. Daniel volgde eerst drie maanden stage bij Eddy Pourtois van Brasserie Sainte-Hélène alvorens zelf te starten met een brouwerij opgebouwd met tweedehands materiaal. De productie verhoogde van 100 hl naar 300 hl/jaar in 2009. 47% van de bieren wordt geëxporteerd naar het buitenland. In 2011 werd uitgeweken worden naar een grotere locatie te Breuvanne waar naast de brouwerij ook een degustatieruimte voorzien werd.

## Bieren
- Blanchette de Lorraine
- Colère Rouge
- Green Buzz
- L'Amarante
- La 421
- La Bella Mère
- La Blanchette de Gaume
- La Douce Vertus
- La Fumette
- La Mac Vertus
- La Matildica
- La Mère Vertus
- La Papesse
- La Petite Vertus
- La Poivrote
- La Safranaise
- La Vertus Ose
- La Zanzi
- Saxy Chili
- Spelziale
- Augure